# Phil De Fries
Phil De Fries, właśc. Philip De Fries (ur. 21 kwietnia 1986 w Sunderlandzie) – angielski zawodnik MMA wagi ciężkiej. Walczył m.in. dla organizacji UFC, Bellator MMA oraz M-1 Global. Od 14 kwietnia 2018 roku międzynarodowy mistrz KSW w wadze ciężkiej. Rekordzista pod względem liczby obron tytułu i najdłużej panujący mistrz KSW w historii organizacji.

## Życiorys
Urodzony w Sunderlandzie ma holenderskie pochodzenie dzięki dziadkowi ze strony ojca. W wieku 14 lat zaczął trenować brazylijskie jiu-jitsu. Przed i w trakcie swojej kariery zawodowej w MMA pracował jako doradca ds. narkotyków.

## Kariera MMA

### Wczesna kariera
Od samego początku swojej kariery w MMA, De Fries wykazał się świetnymi umiejętnościami poddawania rywali, pokonując Darrena Towlera i Stava Economou. Zawodowo zadebiutował w 2009 roku.

### UFC
Po zwycięstwie nad Stavem Economou, podpisał kontrakt z największą amerykańską organizacją, Ultimate Fighting Championship.
W debiucie dla nowej organizacji miał zmierzyć się z Olim Thompsonem na UFC 138. 17 października 2011 roku ujawniono, że Thompson musiał wycofać się z walki z powodu kontuzji i został zastąpiony przez Roba Broughtona. De Fries wygrał walkę jednogłośną decyzją.
W swojej drugiej walce w UFC, zmierzył się z przyszłym mistrzem Stipe Miocicem, 15 lutego 2012 roku na gali UFC on Fuel TV 1. Przegrał przez nokaut w pierwszej rundzie.
Na UFC on Fox 4 doszło do jego walki z byłym strongmanem, Oli Thompsonem. Wygrał walkę przez poddanie w drugiej rundzie.
Oczekiwano, że w następnej walce skrzyżuje rękawice z Mattem Mitrione, 29 grudnia 2012 roku na UFC 155. Mitrione jednak wkroczył do walki z Royem Nelsonem w The Ultimate Fighter: Team Carwin vs. Team Nelson Finale i został zastąpiony przez Todda Duffee. De Fries przegrał przez TKO w pierwszej rundzie.
Walka Mitrione z De Friesem ostatecznie odbyła się 6 kwietnia 2013 roku na UFC on Fuel TV 9. De Fries musiał uznać wyższość rywala, który pokonał go przez nokaut 19 sekund od rozpoczęcia pierwszej rundy. Po przegranej De Fries został zwolniony z UFC.

### Po UFC
Po zwolnieniu z UFC, powrócił do oktagonu 31 grudnia 2013 roku w Japonii, gdy zmierzył się z weteranem Strikeforce, Brettem Rogersem na Inoki Bom-Ba-Ye 2013. Zwyciężył przez duszenie w pierwszej rundzie.
Na gali Inoki Genome Fight 1, która miała miejsce 5 kwietnia 2014 roku zmierzył się z judoką, Satoshi Ishiim. De Fries przegrał tę walkę przez jednogłośną decyzję.

### M-1 Global i Bellator MMA
27 października 2017 roku pokonał większościową decyzją sędziów Anton Wjazigina, na M-1 Challenge 84.
15 grudnia 2017 roku stoczył jednorazową walkę dla Bellator MMA. Na gali Bellator 191 zmierzył się przeciwko weteranowi Pride FC, Jamesowi Thompsonowi. Wygrał walkę przez poddanie w pierwszej rundzie.

### KSW
W lutym 2018 podpisał kontrakt z Konfrontacją Sztuk Walki. W europejskim gigancie zadebiutował (14 kwietnia 2018) podczas KSW 43, w walce przeciwko Michałowi Andryszakowi o wakujący pas kategorii ciężkiej. Mimo pozycji underdoga ubił Andryszaka w parterze i został nowym mistrzem.
Do pierwszej obrony pasa przystąpił (6 października 2018), na swojej ziemi podczas KSW 45: The Return to Wembley w walce z byłym mistrzem organizacji Karolem Bedorfem (który w eliminatorze, podczas KSW 44: The Game pokonał Mariusza Pudzianowskiego). Anglik poddał Polaka poprzez dźwignię americanę w drugiej rundzie i tym samym zachował mistrzostwo. Wygrana została nagrodzona bonusem za poddanie wieczoru.
W kolejnej obronie pasa zmierzył się z mistrzem wagi półciężkiej Tomaszem Narkunem na KSW 47: The X-Warriors, które odbyło się 23 marca 2019. Pojedynek doczekał się decyzji sędziowskiej, w której zwycięzcą ogłoszono Anglika.
W kolejnej obronie trofeum wagi ciężkiej, 14 września 2019 podczas KSW 50: London miał zmierzyć się z Damianem Grabowskim, jednak Polak musiał zrezygnować z powodu kontuzji. Za Polskiego Pitbulla wskoczył Brazylijczyk Luis Henrique. Po pięciu rundach, niejednogłośną decyzją, lepszy okazał się panujący mistrz.
19 grudnia 2020 podczas gali KSW 57 w Łodzi obronił po raz czwarty mistrzowski pas KSW wagi ciężkiej. Przeciwnikiem „F-11” był Michał Kita. Walka skończyła w drugiej rundzie wygraną De Friesa przez TKO.
24 kwietnia 2021 na jubileuszowej gali KSW 60 spotkał się ponownie z Tomaszem Narkunem. De Fries tym razem technicznie znokautował Polaka w drugiej rundzie ciosami w parterze.
W dniu 19 czerwca 2021 minęło 1162 dni panowania jako mistrz wagi ciężkiej KSW, wyrównując tym samym czas panowania pierwszego mistrza tejże wagi Karola Bedorfa.
Podczas KSW 67 szósty raz obronił tytuł mistrzowski mierząc się z Serbem Darko Stošiciem. W piątej ostatniej odsłonie po dominacji w parterze rywal odklepał w matę.
10 września 2022 roku na KSW 74 przystąpił do siódmej obrony mistrzowskiego pasa KSW, w której podjął Brazylijczyka, Ricardo Prasela. Walkę zwyciężył już w pierwszej rundzie, poddając rywala duszeniem bulldog. De Fries po raz drugi został nagrodzony bonusem za poddanie wieczoru.
28 grudnia 2022 roku został nominowany do nagrody "Brytyjskiego zawodnika roku 2022".
Na gali KSW 79, która odbyła się 25 lutego 2023 w Libercu, stanął do kolejnej obrony pasa i zmierzył się ze swoim dawnym pogromcą, Toddem Duffeem. De Fries rozbił Amerykanina ciosami w pierwszej rundzie.
15 lipca 2023 podczas gali KSW 84 w Gdyni, przystąpił do dziewiątej obrony mistrzowskiego tytułu, mierząc się z powracającym do KSW, byłym tymczasowym mistrzem FEN w wadze ciężkiej, Szymonem Bajorem. Zwyciężył przez techniczne poddanie w drugiej rundzie, dusząc do nieprzytomności swojego rywala.
W dziesiątej obronie pasa, do której przystąpił 7 czerwca 2024 w tzw. Co-Main Evencie (drugiej walce wieczoru) gali KSW 95 w Olsztynie, stoczył walkę z były zawodnikiem UFC, Augusto Sakai'em. Zwyciężył jednogłośnie po pięciorundowej batalii klinczową dominacją nad rywalem.
Na jubileuszowej gali XTB KSW 100, która odbyła się 16 listopada 2024 w PreZero Arena Gliwice, przystąpił do jedenastej obrony tytułu. Jego rywalem w rewanżowej walce został Darko Stošić. Ponownie wygrał z Serbem przez techniczny nokaut, jednak tym razem już w pierwszej rundzie.
W lutym 2025 roku, przedłużył kontrakt z KSW na 3 kolejne walki.
Podczas walki wieczoru gali XTB KSW 107, która odbyła się 14 czerwca 2025 w gdańsko-sopockiej Ergo Arenie, zawalczył z niepokonanym Arkadiuszem Wrzoskiem. W pierwszej rundzie poddał rywala americaną. 

## Walka w grapplingu
W lutym 2024 roku, Amerykanin Josh Barnett rzucił De Friesowi wyzwanie w postaci walki w formule grapplingowej. Niedługo później starcie zawodników na zasadach submission fightingu zostało dodane do gali XTB KSW Epic: Khalidov vs. Adamek, która odbyła się 24 lutego w PreZero Arenie Gliwice. Po 10 minutach przez brak zakończenia walki przez poddanie został ogłoszony remis. 

## Osiągnięcia

### Mieszane sztuki walki
- Konfrontacja Sztuk Walki
  - 2018: międzynarodowy mistrz KSW w wadze ciężkiej[23]
  - Bonus za poddanie wieczoru vs. Karol Bedorf (2018)[27], Ricardo Prasel (2022)[41]
  - Najwięcej obron tytułu w historii dywizji ciężkiej KSW (dwanaście)[58]
  - Najwięcej obron tytułu w historii KSW (dwanaście)[58]
  - Najwięcej zwycięstw w walkach o mistrzostwo KSW (trzynaście)[58]
  - Najdłuższa seria zwycięstw w walkach w historii KSW (trzynaście)[59]
- Violent Money TV
  - 2022: Zawodnik roku VMTV UK MMA[60]

## Lista zawodowych walk w MMA
| Wynik     | Bilans   | Przeciwnik (bilans przed walką) | Rozstrzygnięcie                             | Runda | Czas | Rozgrywki                                | Data       | Miejsce             | Uwagi                                                                                              |
| --------- | -------- | ------------------------------- | ------------------------------------------- | ----- | ---- | ---------------------------------------- | ---------- | ------------------- | -------------------------------------------------------------------------------------------------- |
| Wygrana   | 27-6 (1) | Arkadiusz Wrzosek (6-0)         | Poddanie (klucz na rękę - americana)        | 1     | 3:33 | XTB KSW 107: De Fries vs. Wrzosek        | 14.06.2025 | Gdańsk / Sopot      | Obronił pas międzynarodowego mistrza KSW w wadze ciężkiej. Main Event                              |
| Wygrana   | 26-6 (1) | Darko Stošić (21-6)             | TKO (ciosy pięściami w parterze)            | 1     | 4:11 | XTB KSW 100: Khalidov vs. Bartosiński    | 16.11.2024 | Gliwice             | Obronił pas międzynarodowego mistrza KSW w wadze ciężkiej. Co-Main Event                           |
| Wygrana   | 25-6 (1) | Augusto Sakai (16-5-1)          | Decyzja (jednogłośna)                       | 5     | 5:00 | KSW 95: Wikłacz vs. Przybysz 5           | 07.06.2024 | Olsztyn             | Obronił pas międzynarodowego mistrza KSW w wadze ciężkiej. Co-Main Event                           |
| Wygrana   | 24-6 (1) | Szymon Bajor (24-9)             | Technicznie poddanie (duszenie zza pleców)  | 2     | 4:57 | KSW 84: De Fries vs. Bajor               | 15.07.2023 | Gdynia              | Obronił pas międzynarodowego mistrza KSW w wadze ciężkiej. Main Event                              |
| Wygrana   | 23-6 (1) | Todd Duffee (9-3. 1 NC)         | TKO (ciosy pięściami w parterze)            | 1     | 3:46 | KSW 79: De Fries vs. Duffee              | 25.02.2023 | Liberec             | Obronił pas międzynarodowego mistrza KSW w wadze ciężkiej. Main Event                              |
| Wygrana   | 22-6 (1) | Ricardo Prasel (13-3)           | Poddanie (duszenie bulldog)                 | 1     | 4:11 | KSW 74: De Fries vs. Prasel              | 10.09.2022 | Ostrów Wielkopolski | Obronił pas międzynarodowego mistrza KSW w wadze ciężkiej. Main Event. Bonus za poddanie wieczoru. |
| Wygrana   | 21-6 (1) | Darko Stošić (16-4)             | TKO (poddanie się po ciosach w parterze)    | 5     | 3:40 | KSW 67: De Fries vs. Stosič              | 26.02.2022 | Warszawa            | Obronił pas międzynarodowego mistrza KSW w wadze ciężkiej. Main Event                              |
| Wygrana   | 20-6 (1) | Tomasz Narkun (18-3)            | TKO (ciosy pięściami w parterze)            | 2     | 3:37 | KSW 60: De Fries vs. Narkun 2            | 24.04.2021 | Łódź                | Obronił pas międzynarodowego mistrza KSW w wadze ciężkiej. Main Event                              |
| Wygrana   | 19-6 (1) | Michał Kita (20-11-1)           | TKO (ciosy pięściami w parterze)            | 2     | 0:50 | KSW 57: De Fries vs. Kita                | 19.12.2020 | Łódź                | Obronił pas międzynarodowego mistrza KSW w wadze ciężkiej. Main Event                              |
| Wygrana   | 18-6 (1) | Luis Henrique (12-5)            | Decyzja (niejednogłośna)                    | 5     | 5:00 | KSW 50: London                           | 14.09.2019 | Londyn              | Obronił pas międzynarodowego mistrza KSW w wadze ciężkiej. Main Event                              |
| Wygrana   | 17-6 (1) | Tomasz Narkun (16-2)            | Decyzja (jednogłośna)                       | 5     | 5:00 | KSW 47: The X-Warriors                   | 23.03.2019 | Łódź                | Obronił pas międzynarodowego mistrza KSW w wadze ciężkiej. Main Event                              |
| Wygrana   | 16-6 (1) | Karol Bedorf (15-3)             | Poddanie (klucz na rękę - americana)        | 2     | 4:26 | KSW 45: The Return to Wembley            | 06.10.2018 | Londyn              | Obronił pas międzynarodowego mistrza KSW w wadze ciężkiej. Main Event. Bonus za poddanie wieczoru. |
| Wygrana   | 15-6 (1) | Michał Andryszak (20-6)         | TKO (ciosy pięściami w parterze)            | 1     | 3:32 | KSW 43: Soldić vs. du Plessis            | 14.04.2018 | Wrocław             | Debiut w KSW. Zdobył pas międzynarodowego mistrza KSW w wadze ciężkiej.                            |
| Wygrana   | 14-6 (1) | James Thompson (20-16)          | Poddanie (duszenie gilotynowe)              | 1     | 1:33 | Bellator 191                             | 15.12.2017 | Newcastle           | Debiut w Bellator MMA.                                                                             |
| Wygrana   | 13-6 (1) | Anton Wjazigin (10-1)           | Decyzja (większościowa)                     | 3     | 5:00 | M-1 Challenge 84: 20 Years of MMA        | 27.10.2017 | Petersburg          | Debiut w M-1 Global.                                                                               |
| Przegrana | 12-6 (1) | Iwan Sztyrkow (9-0)             | TKO (łokcie i ciosy pięściami)              | 1     | 1:51 | RCC Boxing Promotions: Day of Victory 72 | 05.05.2017 | Jekaterynburg       | |
| Wygrana   | 12-5 (1) | Thomas Denham (7-9)             | TKO (ciosy pięściami)                       | 1     | 1:37 | M4tC 22: Warriors                        | 26.11.2016 | Houghton-le-Spring  | |
| Przegrana | 11-5 (1) | Thomas Denham (5-6)             | TKO (ciosy pięściami)                       | 1     | 1:01 | M4tC 16: Invasion                        | 28.02.2015 | Houghton-le-Spring  | |
| Wygrana   | 11-4 (1) | Łukasz Parobiec (10-3)          | Poddanie (duszenie zza pleców)              | 1     | 2:03 | M4tC 15: Bad Blood                       | 29.11.2014 | Houghton-le-Spring  | |
| Przegrana | 10-4 (1) | Satoshi Ishii (10-3)            | Decyzja (jednogłośna)                       | 2     | 5:00 | Inoki Genome Fight 1                     | 05.04.2014 | Tokio               | |
| Wygrana   | 10-3 (1) | Brett Rogers (14-5)             | Poddanie (duszenie zza pleców)              | 1     | 3:45 | Inoki Bom-Ba-Ye 2013                     | 31.12.2013 | Tokio               | |
| Przegrana | 9-3 (1)  | Matt Mitrione (5-2)             | KO (ciosy pięściami)                        | 1     | 0:19 | UFC on Fuel TV: Mousasi vs. Latifi       | 06.04.2013 | Sztokholm           | |
| Przegrana | 9-2 (1)  | Todd Duffee (7-2)               | TKO (ciosy pięściami)                       | 1     | 2:04 | UFC 155                                  | 29.12.2012 | Las Vegas           | |
| Wygrana   | 9-1 (1)  | Oli Thompson (9-3)              | Poddanie (duszenie zza pleców)              | 2     | 4:16 | UFC on Fox: Shogun vs. Vera              | 4.08.2012  | Los Angeles         | |
| Przegrana | 8-1 (1)  | Stipe Miocic (7-0)              | KO (ciosy pięściami)                        | 1     | 0:43 | UFC on Fuel TV: Sanchez vs. Ellenberger  | 15.02.2012 | Omaha               | |
| Wygrana   | 8-0 (1)  | Rob Broughton (15-6-1)          | Decyzja (jednogłośna)                       | 3     | 5:00 | UFC 138: Leben vs. Muñoz                 | 05.11.2011 | Birmingham          | Debiut w UFC.                                                                                      |
| Wygrana   | 7-0 (1)  | Stav Economou (11-1-1)          | Poddanie (duszenie zza pleców)              | 2     | 3:56 | Ultimate Warrior Challenge 16            | 02.07.2011 | Southend-on-Sea     | |
| Wygrana   | 6-0 (1)  | Colin Robinson (9-8)            | Poddanie (dźwignia prosta na staw łokciowy) | 1     | 1:33 | Supremacy Fight Challenge 2              | 29.05.2011 | Gateshead           | |
| Wygrana   | 5-0 (1)  | Andy Spiers (1-0)               | Poddanie (duszenie zza pleców)              | 1     | 3:14 | Supremacy Fight Challenge 1              | 26.02.2011 | Gateshead           | |
| Nieodbyta | 4-0 (1)  | Dave Wilson (9-8)               | No contest (ciosy w tył głowy)              | 1     | ?    | Tyneside Fighting Challenge              | 20.06.2010 | Newcastle           | |
| Wygrana   | 4-0      | Darren Towler (3-2)             | Poddanie (duszenie D’arce)                  | 1     | 3:37 | Strike and Submit 14                     | 30.05.2010 | Gateshead           | |
| Wygrana   | 3-0      | Grant Hocking (2-2)             | Poddanie (duszenie zza pleców)              | 1     | 1:35 | Strike and Submit 13                     | 28.02.2010 | Gateshead           | |
| Wygrana   | 2-0      | Jamie Sheldon (0-1)             | Poddanie (duszenie zza pleców)              | 1     | 2:10 | Strike and Submit 12                     | 04.10.2009 | Gateshead           | |
| Wygrana   | 1-0      | Darren Towler (1-1)             | Poddanie (duszenie zza pleców)              | 1     | 4:48 | Strike and Submit 10                     | 26.04.2009 | Gateshead           | |

## Lista walk w grapplingu
| Wynik | Bilans | Przeciwnik   | Rozstrzygnięcie                       | Runda | Czas  | Rozgrywki                         | Data       | Miejsce | Uwagi                        |
| ----- | ------ | ------------ | ------------------------------------- | ----- | ----- | --------------------------------- | ---------- | ------- | ---------------------------- |
| Remis | 0-0-1  | Josh Barnett | Brak zakończenia walki przez poddanie | 1     | 10:00 | XTB KSW Epic: Khalidov vs. Adamek | 24.02.2024 | Gliwice | Zasady submission fightingu. |